# بنفشه همیشه‌بهار
 بنفشه همیشه‌بهار(نام علمی: Viola sempervirens) نام یک گونه از سرده بنفشه است.